# Olperer
L'Olperer (3.476 m s.l.m.) è una montagna delle Alpi della Zillertal nelle Alpi dei Tauri occidentali. Si trova nel Tirolo austriaco.
Il Ghiacciaio dell'Hintertux sorge ai suoi piedi.